# 乌恩赫尔
乌恩赫尔（Unhel），是印度中央邦Ujjain县的一个城镇。总人口13955（2001年）。

## 人口
该地2001年总人口13955人，其中男性7117人，女性6838人；0—6岁人口2559人，其中男1275人，女1284人；识字率56.48%，其中男性为68.86%，女性为43.59%。